# سیارک ۱۶۲۷۳
سیارک ۱۶۲۷۳ (به انگلیسی: 16273 Oneill، نامگذاری:2000JS56) شانزده هزار و دویست و هفتاد و سومین سیارک کشف شده‌است که در ۶ مه ۲۰۰۰ کشف شد.
قدر مطلق سیارک برابر ۱۷.۸ است.